# 殷必雄
殷必雄（1957年—）台湾人，祖籍江西，保钓运动人士。

## 經歷
殷必雄自1996年起參加當時的台北縣議員金介壽的台灣保釣行動小組，同年9月「全球華人保釣大聯盟」總指揮陳毓祥殉難，金介壽及香港保釣人士組成船隊於10月6日傍晚出發往釣魚台宣示主權，殷必雄同船隨行。該次抗議金介壽登島成功。

2009年當選中華保釣協會理事。
2010年9月7日，日本巡邏船在釣魚台海域兩度衝撞中國漁船，並扣押了中國船長。2010年9月13日，船长许建平驾驶野柳籍渔船“感恩九九号”，搭载台湾籍保钓人士中华保钓协会执行长黄锡麟、理事殷必雄，以及2名大陆渔工，自基隆驶往钓鱼台海域宣示主权，不料于9月14日在距钓鱼岛约40海里水域遭到日本海上保安厅数艘舰艇阻截，被迫返回。香港、澳门保钓人士梁国雄、陈妙德等原准备于9月13日也出海参加此次保钓活动，但受內政部入出國及移民署劝阻而放弃出海。
2011年，殷必雄当选世界华人保钓联盟第一届理事会理事。
2012年8月15日，中華保釣協會預定昨天出海與香港保釣船會合，卻找不到船家配合而放棄行動，由理事殷必雄率眾到日本交流協會抗議。
2013年1月，殷必雄與劉源俊（前東吳大學、臺北市立大學校長，中華保釣協會第一任理事長）一同退出中華保釣協會。並著手成立臺灣釣魚臺光復會。
2013年4月17日，殷必雄參加在輔仁大學舉辦的「第五屆釣魚台列嶼議題國際研討會」質疑台灣的政府不願跟大陸聯手保釣。
2013年4月29日，殷必雄聲援「全國關廠工人連線」的抗議活動，參加無限期絕食，至5/3早上7時體力不支昏倒送醫，共計113.5小時。
2013年7月21日，臺灣釣魚臺光復會於台北成立。第一屆理事長劉源俊，殷必雄擔任協會幹事。